# Tran Anh Hung
Tran Anh Hung (Vietnã, 23 de dezembro de 1962) é um cineasta vietnamita.